# Guettarda ramuliflora
Guettarda ramuliflora là một loài thực vật có hoa trong họ Thiến thảo. Loài này được Beurl. mô tả khoa học đầu tiên năm 1854.